# Cotton Vitellius

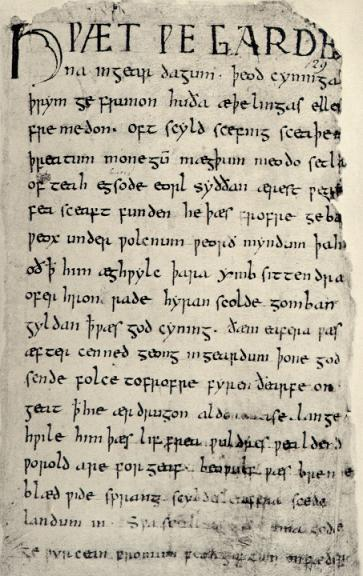
Prima pagina del Beowulf, contenuta nel Cotton Vitellius.

Il Cotton Vitellius A. xv, o Codice Nowell, è uno dei quattro principali codici poetici anglosassoni. È famoso soprattutto per essere il manoscritto contenente l'unica copia del poema epico Beowulf; inoltre, esso contiene il poema Giuditta e varie opere in prosa.
È conservato nella British Library insieme al resto della collezione Cotton.

## Denominazione e datazione
Il codice attuale si compone di almeno due manoscritti. La principale divisione è in due libri del tutto distinti che probabilmente furono rilegati insieme solo nel XVII secolo. Il primo di essi è successivo al XII secolo e contiene quattro opere in prosa. Ma il più famoso è il secondo manoscritto, il più antico.
Questo secondo manoscritto è noto come codice Nowell, dal nome di Laurence Nowell che si trova scritto sulla prima pagina; Nowell fu probabilmente il suo proprietario nella metà del XVI secolo. In seguito venne acquistato da Sir Robert Cotton, che lo collocò come quindicesimo manoscritto del primo ripiano della sua biblioteca, su cui poggiava un busto di Vitellio.
A causa della fama del Beowulf, a volte viene indicato semplicemente come il manoscritto di Beowulf.
Il codice Nowell viene generalmente collocato a cavallo del primo millennio, e recenti edizioni specificano una probabile data nel primo decennio dell'XI secolo.

## Danneggiamento
Il Vitellius A. xv fu gravemente danneggiato nel 1731, quando un incendio distrusse parte della biblioteca Cotton. Sebbene il volume sia sopravvissuto, i bordi delle pagine presentano numerose bruciature. Il primo vero tentativo di restauro giunge solo nel XIX secolo, quando ormai i margini sono irrimediabilmente sgretolati, e i bordi di molte pagine oggi sono illeggibili.

## Contenuto

### Primo codice
Il primo codice contiene quattro opere in prosa in antico inglese: una copia della traduzione alfrediana dei Soliloqui di Sant'Agostino, una traduzione del Vangelo di Nicodemo, la prosa Salomone e Saturno e un frammento di una vita di San Quintino.

### Secondo codice
Il secondo codice si apre con tre opere in prosa: una vita di San Cristoforo, le Meraviglie d'Oriente (una descrizione di terre lontane e dei loro abitanti fantastici), e la traduzione di una lettera di Alessandro ad Aristotele.
A esse segue il Beowulf, che occupa la maggior parte del volume, e la Giuditta, una parafrasi poetica ispirata al biblico libro di Giuditta. Il grave deterioramento della pagina finale del Beowulf, insieme ad altri fattori come la direzione della tarlatura, indicherebbe che Giuditta in origine non fosse l'ultima parte del manoscritto, sebbene sia stato scritto dalla stessa mano che ha completato le parti finali del Beowulf.
I contenuti alquanto eclettici di questo codice hanno suscitato un ricco dibattito critico sul perché fossero state scelte queste particolari opere per fare parte del manoscritto. Una teoria piuttosto diffusa sostiene che i compilatori vi avessero visto un nesso tematico: tutte e cinque le opere trattano in qualche misura di mostri o di un comportamento mostruoso.